# ジョーズ・アパートメント
『ジョーズ・アパートメント』（Joe's Apartment）は、1996年制作のアメリカ合衆国の映画である。ジョン・ペイソン監督。ファンタジー・コメディ。MTV制作。

## 概要
田舎からニューヨークにやってきたジョーは、着いた早々有り金を強盗に取られてしまい、仕方なく古くて安いアパートに住むことになった。しかしそこには5万羽ものゴキブリが住みついており、ジョーは話すことのできる彼らと友達になってゆく。陽気な彼らのバックアップを得たジョー、恋も仕事も手に入れるために奮闘する。
CGで描かれたゴキブリ達がミュージカルのように歌ったり踊ったりする。

## キャスト
※括弧内は日本語吹替
- ジョー - ジェリー・オコンネル（藤原啓治）
- リリー - ミーガン・ウォード（玉川砂記子）
- 上院議員 - ロバート・ヴォーン（小林修）
- ラルフ・ローチ - ビリー・ウェスト（三ツ矢雄二）
- ロドニー・ローチ - レジナルド・ハドリン（梅津秀行）
- ヴラジミール・ビアンコ - シーク・マーマッド＝ベイ（水道橋博士）
- ジーザス・ビアンコ - ジム・スターリング（玉袋筋太郎）
- アルベルト・ビアンコ - ドン・ホー（大山豊）
- ウォルター・シット - ジム・ターナー（谷口節）
- ブランク - サンドラ・デントン（くじら）
- P・I・スミス - デヴィッド・ハドルストン（島香裕）